# Dorfromantik
Dorfromantik é um jogo de quebra-cabeça de construção de cidades desenvolvido e publicado pela Toukana Interactive. No jogo, os jogadores precisam colocar ladrilhos hexagonais de vários biomas para criar uma paisagem idílica. O jogo foi lançado em março de 2021 para Windows via acesso antecipado e teve seu lançamento completo em 28 de abril de 2022. Uma versão para Nintendo Switch está programada para ser lançada em 29 de setembro de 2022.

## Jogabilidade
O jogo envolve a colocação de peças hexagonais que contêm uma combinação de um ou mais dos seguintes usos da terra, floresta, estéril, vila, água, ferrovia e campo, com um uso da terra ao longo de cada lado. O jogo começa com uma peça estéril e 40 peças novas, mas aleatórias, a serem colocadas. Novos ladrilhos podem ser girados antes de serem colocados e devem tocar pelo menos um lado de um ladrilho existente, uma vez colocados, o ladrilho não pode ser movido. Ambos os ladrilhos de água e ferrovia têm que se conectar a água ou ferrovia já colocados se o ladrilho for colocado próximo a um ladrilho de água ou ferrovia existente, limitando a orientação possível e adicionando mais complexidade ao jogo. Os pontos são concedidos por conectar os mesmos usos da terra, missões especiais que envolvem a criação de uma área do mesmo uso da terra de um determinado tamanho, por exemplo, 10 campos, e o fechamento de uma área para esse uso da terra, por exemplo, fechar uma floresta para que nenhum novo floresta pode ser anexada. Ladrilhos adicionais são concedidos por completar missões, fechar áreas e por combinar cada lado de um ladrilho com o mesmo uso de terra nos ladrilhos ao redor. O jogo termina quando o jogador fica sem peças.
Um modo criativo foi adicionado ao jogo em agosto de 2021, permitindo que os jogadores construíssem cidades e vilas com um número infinito de peças.

## Desenvolvimento
Dorfromantik foi desenvolvido por quatro estudantes alemães da HTW Berlin (Luca Langenberg, Sandro Heuberger e Zwi Zausch e Timo Falcke). Os quatro fundaram um estúdio independente chamado Toukana Interactive para trabalhar no jogo. Os quatro alunos começaram a desenvolver protótipos para seu jogo durante um game jam no Ludum Dare em abril de 2020, com a ideia de Dorfromantik, que se traduz em "romantização da vila", sendo um deles. As peças apresentadas no jogo foram inspiradas em jogos de tabuleiro, enquanto o estilo de arte do jogo foi influenciado por pinturas de paisagem e fotografia.
O jogo foi lançado via acesso antecipado em 25 de março de 2021. Embora a versão 1.0 do jogo tenha sido inicialmente programada para ser lançada em meados ou final de 2021, a data de lançamento foi posteriormente adiada para o início de 2022, pois a equipe precisava de mais tempo para lançar novos conteúdos antes do lançamento oficial do jogo. O jogo foi lançado na íntegra em 28 de abril de 2022. Uma versão do Nintendo Switch está programada para ser lançada em 29 de setembro de 2022.

## Recepção
Dorfromantik recebeu críticas geralmente positivas quando foi lançado via acesso antecipado. Para o lançamento completo, o jogo recebeu críticas "geralmente favoráveis" de acordo com o agregador de críticas Metacritic.
A Eurogamer elogiou o título por ser simples o suficiente para jogar casualmente, mas dominar a colocação de peças o tornou atraente a longo prazo. O Guardian gostou da atmosfera de Dorfromantik, escrevendo: "o ambiente é suave, suas ações suavemente enxotadas por um piano e trilha sonora de sintetizador sobressalente, mas alegre". Polygon gostou de como o jogo desencorajou a otimização, concentrando-se em oferecer novos desafios para o jogador enfrentar: "Este é um sistema muito limpo e lógico que foi projetado para produzir resultados orgânicos inesperados. Isso é uma conquista incrível." Enquanto apreciava o sistema de progressão, Destructoid criticou a falta de variedade nos conjuntos de peças: "Existem 'biomas' que você pode encontrar ramificando-se o suficiente, mas eles apenas mudam as cores das árvores, do solo e das casas. Eu acho que seria legal se um número suficiente de telhas de vila dessem lugar a bloqueadores de céu mais modernos". A Rock Paper Shotgun adorava o modo criativo, dizendo que era "particularmente generoso, pois permite salvar as criações pitorescas que você passou tanto tempo construindo em sua mente e na tela, e vê-las até a conclusão imaginada".

### Elogios
| Ano  | Prêmio                                         | Categoria | Resultado | Referências |
| ---- | ---------------------------------------------- | --- | --------- | ----------- |
| 2021 | Prêmios do 23º Festival de Jogos Independentes | style="text-align:center;background: #ffdddd;vertical-align: middle;" class="table-no2"\| Indicado            | [ 19 ]    |             |
| 2021 | Prêmio Alemão de Jogos de Computador           | style="text-align:center;background: #ffdddd;vertical-align: middle;" class="table-no2"\| Indicado            | [ 20 ]    |             |
| 2021 | Prêmio Alemão de Jogos de Computador           | style="text-align:center;background: #ddffdd;vertical-align: middle; {{{style}}}" class="table-yes2"\| Venceu | [ 20 ]    |             |
| 2021 | Prêmio Alemão de Jogos de Computador           | style="text-align:center;background: #ddffdd;vertical-align: middle; {{{style}}}" class="table-yes2"\| Venceu | [ 20 ]    |             |